# Vanessa Nagni
Vanessa Nagni (Roma, 14 marzo 1983) è una calciatrice italiana, di ruolo attaccante della Res Roma.

## Carriera
Appassionata di calcio, inizia a praticarlo all'età di sei anni.
Nel 2003 entra a far parte della prima squadra della Res Roma, club con la quale partecipa alla scalata dalla Serie C alla Serie A, completata nel 2013.

## Palmarès
- Campionato italiano di Serie A2: 1

Res Roma: 2012-2013
- Campionato regionale di Serie B: 1

Res Roma: 2010-2011
- Campionato regionale di Serie C: 1

Res Roma: 2006-2007